# Kaspar Sturm (Orgelbauer)
Johann Kaspar Sturm (auch Caspar Sturm oder Kaspar Sturmb; * um 1540 in Schneeberg (Erzgebirge); † nach 1. Februar 1605) war ein deutscher Organist und Orgelbauer.

## Leben und Werk
Sturm konnte 1565 zuerst in Regensburg als Bürger nachgewiesen werden, er hatte die Stelle eines Organisten an der evangelischen Neupfarrkirche inne. Später spielte er von 1568 bis 1577 in der Münchener Hofkapelle, die unter der Leitung von Orlando di Lasso stand. In München entstanden 1568 und 1574 zwei Orgeln für den Hof. Nachdem er sich vom katholischen Glauben abgewandt hatte, ließ er sich 1578 in Ulm nieder und erhielt dort 1580 oder 1583 das Bürgerrecht. Er baute dort um 1579 eine Orgel für das Ulmer Münster. 1583 baute er eine Orgel für die Augustinerkirche in Wien, 1584 entstand ein Instrument aus seiner Werkstatt für den Kaiser Rudolf II. Um 1586 war er in Italien. 1588 baute er ein Positiv für die evangelische Landhauskirche in Linz, im Folgejahr entstand ein Instrument für die Evangelische Stiftskirche Graz. Ab 1594 war er erneut Bürger von Regensburg. In den Jahren 1597/1598 soll er zusammen mit Aaron Ruck eine Orgel für St. Martin in Memmingen gebaut haben. Seine Werkstatt galt zum Ende des 16. Jahrhunderts als eine der einflussreichsten in Süddeutschland. Sturm war mit Margaretha Stegerin verheiratet, mit der er zehn Kinder hatte.